# Alpamayo
Der Alpamayo ist ein 5947 Meter hoher Berg im Norden der peruanischen Cordillera Blanca.
Der Berg wurde nach dem Dorf Alpamayo benannt (Quechua Allpamayu: allpa „Erde“; mayu „Fluss“: „erdiger Fluss“), während sein lokaler Name auf Ancash-Quechua Shuyturahu lautet (shuytu „dünn“ und „lang“, „Pyramide“; rahu „Schneeberg“, „Gletscher“). Wegen seiner perfekten Eispyramide gilt er als einer der schönsten Berge der Welt. Im Jahr 1966 wurde der Alpamayo im Rahmen eines Fotowettbewerbs im Magazin Alpinismus zum schönsten Berg der Welt gewählt.
Aufgrund seiner entfernten und schwer zugänglichen Lage wurde dieser einem regelmäßigen Trapez aus Eis und Schnee gleichende Berg erst spät unter Bergsteigern in Europa bekannt. Nach drei erfolglosen europäischen Expeditionen (Österreich 1936, Schweiz 1948, Frankreich-Belgien 1951) erfolgte schließlich die Erstbesteigung am 19. Juni 1957. Die deutsche Seilschaft Günter Hauser, Bernhard Huhn, Frieder Knauss und Horst Wiedmann erreichte den Gipfel über den Südgrat.
Der heutige Normalweg ist die erst 1975 in der Südwestwand erschlossene Ferrari-Route. Diese wurde nach ihrem Erstbegeher Casimiro Ferrari benannt, der sie im Sommer 1975 zusammen mit Danilo Borgonovo, Pinuccio Castelnovo, Pino Negri, Sandro Liati und Angelo Zoia bestieg.
Die originale Ferrari-Route verläuft neben der heute als Ferrari-Route bekannten Linie und der alternativen Route French-Direct. Letztere wurde nicht von Franzosen erstbegangen, sondern heißt deshalb so, weil eine französische Seilschaft in ihr ums Leben kam.
Einer der Erstbesteiger (Günther Hauser) beschrieb nach seiner Rückkehr seine Impression des Alpamayo mit den Worten:

„Ein Traumberg erhebt sich über den Tälern der nördlichen Cordillera Blanca, wie ihn nur Kinder zu zeichnen wagen, die noch nie einen Berg gesehen haben. Das ist der Alpamayo nicht Traum, sondern Wirklichkeit. Von der einen Seite sieht man ihn als ebenmäßige Pyramide emporsteilen, deren Schenkel mit riesigen Wächten behangen sind. Das andere Gesicht des Alpamayo, die trapezförmige Südwestwand, ist noch schöner: Durch das Zusammenwirken der fast senkrecht herabbrennenden Tropensonne am Mittag und der aufsteigenden, feuchten Luftmassen aus dem Urwald wurde die Wand mit feinem Riffelfirn überzogen. So sieht der Berg von dieser Seite wie eine weiße Kathedrale aus“